# Manolo Otero
Manuel Otero Aparicio (Madrid, 25 de junio de 1942-São Paulo, 1 de junio de 2011), conocido artísticamente como Manolo Otero, fue un cantante y actor español.

## Primeros años de vida
Hijo de Manuel Otero, cantante barítono de ópera y zarzuela y de la actriz Amelia Aparicio, hereda las influencias artísticas de sus progenitores. Manolo Otero además era licenciado en Filosofía y Letras.
Se casó en 1973, con la actriz y vedette María José Cantudo, con quien tuvo un hijo llamado Manuel. Se separaron en 1978.

## Vida profesional
Sus inicios musicales datan del año 1968 que graba dos sencillos, el primero con los temas «Nuestro pueblo» y «Laura», grabando meses después su segundo sencillo con las canciones «¿Dónde vas?» y «Un beso, un adiós», que no tuvieron la acogida del caso participando este mismo año en el Festival Internacional de la Canción de Benidorm. Para el año 1974 graba el tema «Todo el tiempo del mundo», canción que lo dio a conocer internacionalmente obteniendo lugares preferentes en varios países de habla hispana, grabando en los años 1975, 1976 y 1977 temas como «Qué he de hacer para olvidarte», «Bella mujer», «María no más», «Sigo mi camino», «Sin ti» y «Canción del Buen Amor», utilizado como tema principal de la película El Libro del Buen Amor II, en la cual fue su protagonista. Participó además en las película Juicio de faldas junto a Manolo Escobar.
Siempre contó con la aportación de productores y compositores destacados como Manuel de la Calva y Ramón Arcusa o Camilo Sesto, entre otros.
Trabajó como galán en la compañía de José Tamayo durante la 2.ª Campaña Nacional de Teatro organizada por el Ministerio de Información y Turismo, en la que se llegaba a capitales de provincia, con un teatro en unas condiciones superiores a las habituales en aquellos años (repartos, obras, escenografías...). En la que participó Manolo Otero, como Cabezas de cartel, figuraban Javier Escrivá, Irene Daina, María Esperanza Navarro, María Bassó y José Vivó, y en el repertorio incluía títulos como Tartufo de Molière, La molinera de Arcos de Ruiz de Alarcón y La Muralla China de Max Frisch. En 1985, además colaboró con su entonces ya exesposa en el montaje por Fernando García de la Vega de la revista Doña Mariquita de mi corazón.
Se instaló en Brasil desde 1991. Falleció el 1 de junio de 2011 en São Paulo (Brasil) a los 68 años de edad víctima de un cáncer hepático.